# Ґундарс Маушевічс
Ґундарс Маушевічс (латис. Gundars Mauševics, 18 серпня 1974, Єлгава, Латвійська РСР — 23 травня 2004, Ризький район), відомий як Муміньш (латис. Mumiņš) — бас-гітарист латиського рок- і поп-гурту Brainstorm.

## Особистість
Є одним з п'ятьох друзів-засновників Brainstorm. Муміньш завжди був дуже чуйним, любив спорт, а в його душі та серці звучала чудова музика. Умів тримати своє слово, був людиною колективу, ніколи не тягнув на себе ковдру. Любив філософію, езотерику — все незрозуміле.

## Смерть
Незадовго до смерті психічний стан хлопця погіршився. На жаль, тоді не змогли поставити точного діагнозу (учасники підозрюють, що це було емоційне вигорання). В ніч з 22 на 23 травня 2004 року загинув в автокатастрофі на 11-му кілометрі траси Рига — Єлгава. Автомобіль з невідомих причин змінив маршрут і вилетів в кювет. Маушевічса знайшли в 10-ти метрах від місця аварії.
Експертиза показала, що на момент аварії Муміньш рухався зі швидкістю 126 км/год. Музикант не був пристебнутий ременем безпеки. Але жодного сліду алкоголю чи наркотиків в організмі не було знайдено. Смерть музиканта, внаслідок тяжкої черепно-мозкової травми, настала майже одразу після аварії. Не виключається, що Муміньш у момент перевороту автомобіля був викинутий із салону. У машини не знайдено жодних технічних ушкоджень, які б спричинили аварію.
Незважаючи на те, що гурт через якийсь час знайшов нового басиста, Муміньш був залишений у списку гурту посмертно, тоді як новий басист залишається сесійним музикантом.